# Близнецы Ломбард

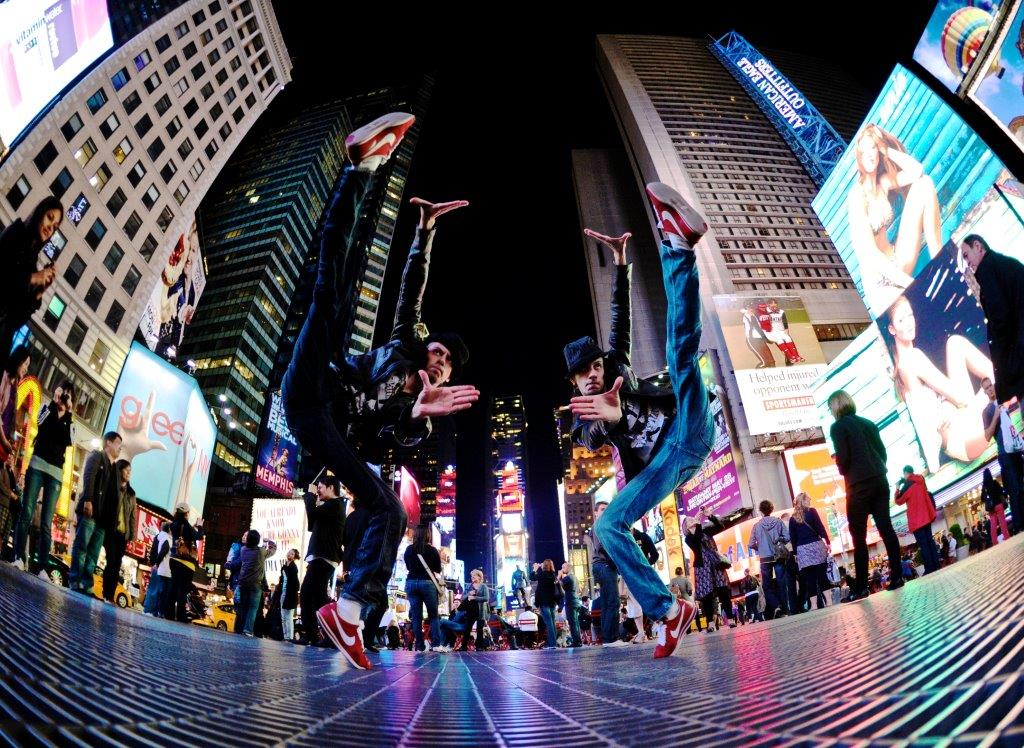
Мартин и Факундо Ломбард в 2012 году.

Lombard Twins (Мартин и Факундо Ломбард; исп. Martin & Facundo Lombard; род. 7 июля 1977, Буэнос-Айрес, Аргентина) — аргентинские танцоры, актёры, продюсеры, сценаристы, режиссёры, братья-близнецы.
Наиболее известны в роли близнецов Сантьяго в фильме «Шаг вперёд 3D».
Мартин и Факундо Ломбард родились 7 июля 1977 года в Буэнос-Айресе, Аргентина. Начали танцевать в 7 лет. Их вдохновил один великий танцор Майкл Джексон. В 13 лет они сделали свой сенсационный дебют ТВ в самых популярных шоу в Аргентине, «Rhythm Of The Night».
В подростковом возрасте начали изучать другие искусства, кроме танцев. как, музыку, актерское мастерство, сценарий и режиссура.
В 20 лет близнецы Ломбард исполнили свою мечту, они встретили Джеймса Брауна во время концерта в Буэнос-Айресе.
В возрасте 21 года, с четырьмя сотнями долларов в кармане они переехали в Нью-Йорк. Они жили на 15 долларов в неделю.
Они также продолжают выступать с Джеймсом Брауном.
В 2001 году, после двух с половиной лет в Нью-Йорке, они вернулись в Аргентину, где сосредоточились на работе над кинопроектором. Так же преподавали танцы и занимались классической музыкой.
Кроме того, они провели ТВ-шоу на MTV в Южной Америке. В то же время они выступали за Luis Vuitton в Таиланде, Филиппинах и в Корее.
В 2006 году близнецы Ломбард вернулись в Нью-Йорк, где дали концерт «LOMBARD PLAY PIAZZOLLA».
Они создали короткометражный фильм «INFANCIA 34», танцевальную сцену «SUBLEVADOS», которая была показана на различных кинофестивалях и ещё один короткометражный фильм «СВОБОДА СЛОВА», к которому организовали оригинальную музыку.
Близнецы Ломбард сыграли близнецов Сантьяго в фильме Джона Чу «Шаг вперёд 3D». Так же снимались в Аргентинском фильме «MARZIANO».
На протяжении многих лет Ломбард Близнецы разрабатывали их свободные движения, танец, основанный на эмоциях, чтобы иметь возможность свободно выражать своё мнение. Вне всяких правил, традиций или отношение, которое исходит от любого танцевального стиля. Свобода самовыражения также их философия в искусстве и жизни.

## Фильмография
- 2004 — Mi hermano
- 2005 — Vuelo de libertad
- 2009 — Sublevados
- 2010 — Шаг вперёд 3D
- 2010 — Los Marziano
- 2014 — Шаг вперёд: Всё или ничего